# Rigoberta Bandini
Rigoberta Bandini (* 30. April 1990 in Barcelona als Paula Ribó González) ist eine spanische Popsängerin.

## Leben
Paula Ribó González wurde bereits im Alter von sieben Jahren als Synchronsprecherin tätig. Sie sprach die Titelfigur in der Zeichentrickserie Caillou. Es folgten weitere Synchronauftritte sowie Einsätze als Theater-Schauspielerin.
Nach ihrem Abschluss am Institut del Teatre 2011 gründete sie mit zwei Kommilitoninnen die Gruppe The Mamzelles, mit der sie zwei Alben veröffentlicht hatte. Seit 2019 ist sie als Solosängerin tätig. Beim ESC-Vorentscheid Benidorm Fest 2022 erreichte sie mit dem Titel Ay mamá den zweiten Platz und erreichte für eine Woche die Chartspitze. Kurz darauf konnten sich auch vier ältere Titel von ihr in den Charts platzieren.

## Diskografie

### Alben
- 2022: La Emperatriz
- 2025: Jesucrista Superstar

### Singles
- 2020: Too Many Drugs
- 2020: Que Cristo baje
- 2020: In Spain We Call It Soledad
- 2021: Perra
- 2021: The Fuck Fuck Fuck Poem
- 2021: A ver qué pasa
- 2021: Julio Iglesias (ES: Gold)
- 2021: Ay mamá
- 2022: Así Bailaba (mit Amaia)
- 2022: Canciones de Amor a Ti (ES: Gold)

Weitere Lieder
- 2021: Amanecer (mit Alizz, ES: Gold)